# Tazuko Sakane
Tazuko Sakane (坂根田鶴子, Sakane Tazuko), née le 7 décembre 1904 à Kamigyō-ku (Kyoto) et morte le 2 septembre 1975, est une réalisatrice et monteuse japonaise. Elle est considérée comme la première réalisatrice japonaise, suivie par l'actrice Kinuyo Tanaka qui réalise son premier film en 1953. 

## Carrière
Après quatre ans de mariage malheureux, Tazuko Sakane obtient le divorce de son mari. Avec l'aide de son père, Sakane obtient un emploi au studio Nikkatsu à Kyoto en 1927. Elle y entre en tant qu'assistante d'un assistant-réalisateur.
Elle rencontre alors le réalisateur Kenji Mizoguchi par le biais de son père. Impressionné par le caractère de Sakane, Mizoguchi l'embauche comme scripte. Bien qu'elle ne soit pas créditée, elle participe en collaboration avec Mizoguchi au film L'Étrangère Okichi en 1930. Elle continue à travailler avec Mizoguchi sur plusieurs projets, notamment les films Et pourtant ils avancent (1931) et Le Dieu gardien du temps (1932), en tant que scripte (non créditée) et assistante-réalisatrice. Tazuko Sakane suit Kenji Mizoguchi et Masaichi Nagata lorsqu'ils fondent la société de production Daiichi Eiga pour laquelle elle réalise Hatsusugata (初姿, 1936), devenant ainsi la première et unique femme réalisatrice du Japon d'avant-guerre,. 
Elle s'installe ensuite en Mandchourie et devient réalisatrice au sein de l'Association cinématographique du Mandchoukouo. Au cours de la Seconde guerre mondiale, elle réalise plus une dizaine de films documentaires sur les conditions de vie des habitants du Nord-Est de la Chine en période de guerre. Un seul de ces films existe encore de nos jours.
Le désir de Sakane de réaliser des films est devenu réalité durant la guerre car elle s'identifiait aux politiques colonialistes. Les normes sociales concernant la créativité et la profession des femmes étaient si limitées que le renforcement d'un discours colonialiste était l'une des seules façon pour Sakane de rester dans l'industrie cinématographique.
De retour au Japon en 1946, elle se voit refuser de réintégrer son poste précédent, sous prétexte qu'elle doit être diplômée de cinéma pour être réalisatrice. Elle se voit donc obligée, à quarante-deux ans, de retourner auprès de Mizoguchi en tant que scripte. Elle l'aide à réaliser des films acclamés par la critique tels que L'Amour de l'actrice Sumako (1947), Femmes de la nuit (1948) et Flamme de mon amour (1949). En 1962, Sakane prend sa retraite à 57 ans mais continue à collaborer en tant que scripte freelance avec la Daiei jusqu'à sa mort.

## Héritage
Avant les années 1980, au Japon, la structure hiérarchique des principaux studios cinématographiques était une barrière pour les femmes qui tentaient d'intégrer l'aspect créatif de l'industrie (à l'exception de quelques actrices japonaises qui se lanceront ensuite dans la réalisation).
Les premières femmes réalisatrices du Japon gravitaient toutes autour du célèbre réalisateur Kenji Mizoguchi, dont les films se centrent très souvent autour d'héroïnes. 
Les notes et scénarios de Sakane qui ont subsisté, ainsi que certaines de ses lettres, ont été donnés au Musée national de Kyoto en 2004 à l'occasion du centenaire de sa naissance. 

## Vie personnelle

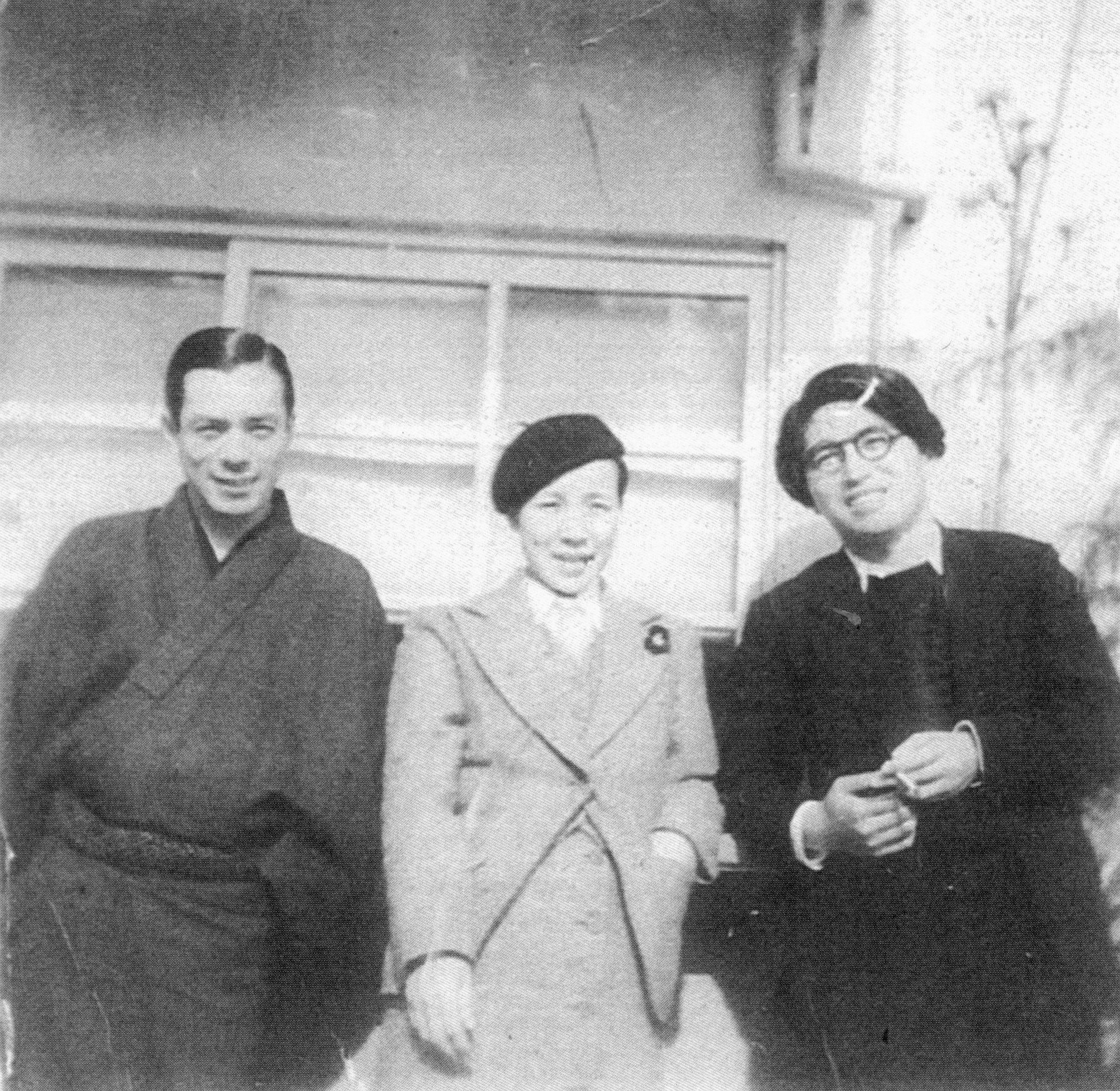
Tazuko Sakane entre Shin Takehisa et Tōkichi Ishimoto vers 1936.

Le père de Sakane, un riche homme d'affaires, emmenait souvent celle-ci au cinéma lorsqu'elle était jeune.
Tazuko Sakane entre à l'université Dōshisha à Kyoto dans le but d'obtenir un diplôme de littérature anglaise, mais sa belle-mère la force à interrompre ses études lors de sa deuxième année. Elle se marie à l'âge de 20 ans avec un gynécologue, mais obtient le divorce quatre ans plus tard à la suite de l'infidélité de son mari.
Lorsque Sakane commence à travailler, elle se coupe les cheveux et commence à porter des vêtements "masculins", plus pratiques que le kimono sur les plateaux de tournage. Son apparence et son style de vie lui vaudront de nombreuses critiques.
Quand Sakane est mentionnée dans les médias dans les années 1930 et 1940, elle est toujours traitée différemment et priée d'expliquer sa sensibilité « féminine » et sa « différence » avec les réalisateurs de sexe masculin. Son travail et sa vie privée sont réduits à une question récurrente : sa féminité est-elle excessive ou insuffisante ?

## Filmographie

### Comme assistante-réalisatrice
Tous les films ci-dessous ont été réalisés par Kenji Mizoguchi
- 1930 : L'Étrangère Okichi (唐人お吉, Tōjin Okichi?)
- 1931 : Et pourtant ils avancent (しかも彼等は行く, Shikamo karera wa yuku?)
- 1932 : Le Dieu gardien du temps (時の氏神', Toki no ujigami?)
- 1933 : La Fête à Gion (祇園祭, Gion matsuri?)
- 1934 : Vents sacrés ou Le Groupe Jinpu (神風連, Jinpu-ren?)
- 1934 : Le Col de l'amour et de la haine (愛憎峠, Aizō tōge?)
- 1935 : La Cigogne en papier (折鶴お千, Orizuru Osen?)
- 1935 : Oyuki la vierge (マリヤのお雪, Maria no Oyuki?)
- 1935 : Les Coquelicots (虞美人草, Gubijinsō?)
- 1938 : Le Chant de la caserne (露営の歌, Roei no uta?)
- 1938 : Ah ! Le Pays natal (あゝ故郷, Ā kokyo?)
- 1939 : Conte des chrysanthèmes tardifs (残菊物語, Zangiku monogatari?)

### Comme réalisatrice
- 1936 : Hatsusugata (初姿?)
- 1943 : Kaitaku no hanayome (開拓の花嫁?)

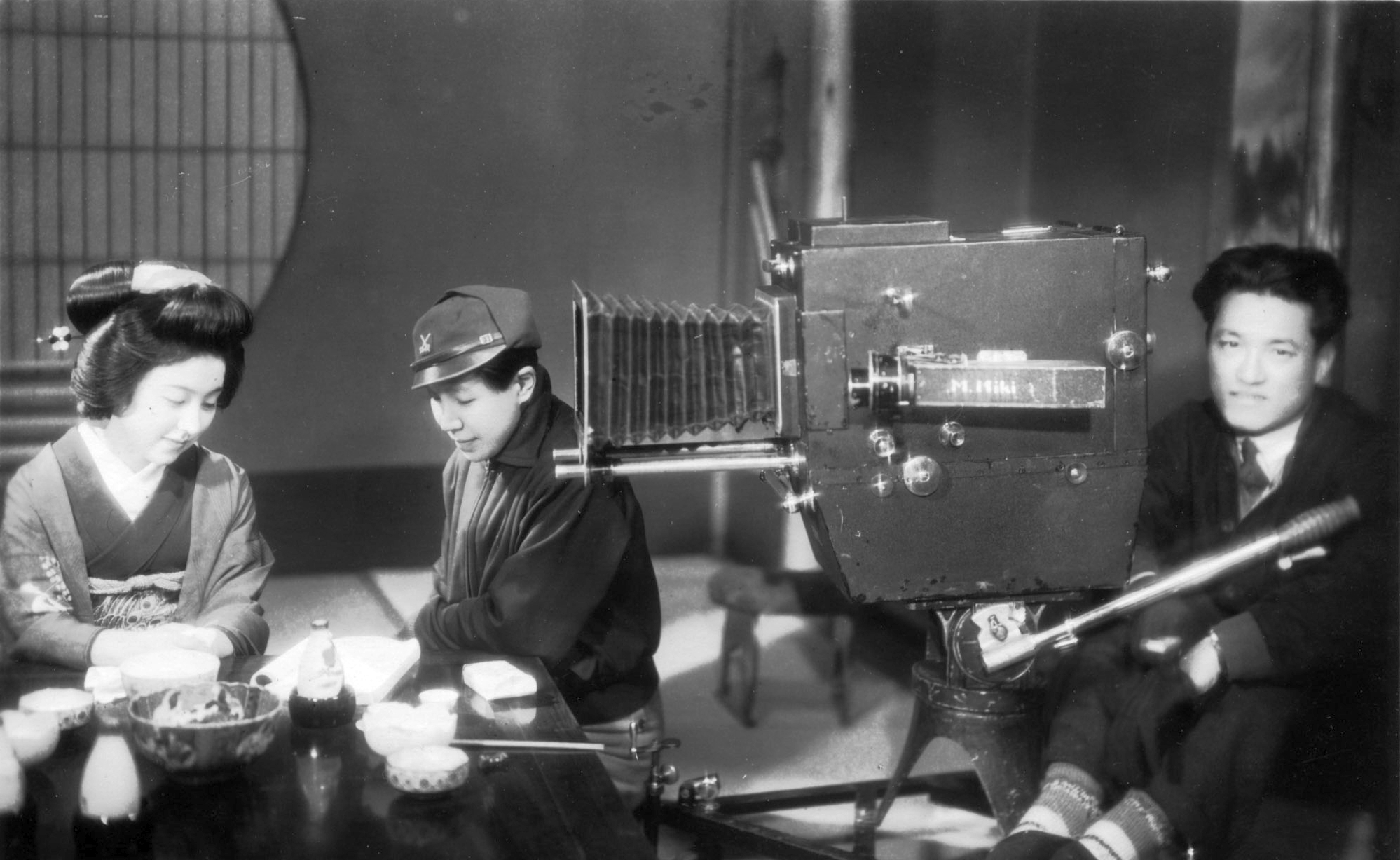
, Tazuko Sakane et Minoru Miki pendant le tournage de Hatsusugata en 1936.

Sakane a réalisé 14 films documentaires en Mandchourie mais ces derniers n'existent plus aujourd'hui, à l'exception de Kaitaku no hanayome, réalisé en 1943. Son film de fiction réalisé en 1936 intitulé Hatsusugata (初姿) est aussi perdu.

### Comme monteuse
Tous les films ci-dessous ont été réalisés par Kenji Mizoguchi
- 1933 : Le Fil blanc de la cascade (瀧の白糸, Taki no shiraito?)
- 1935 : Les Coquelicots (虞美人草, Gubijinsō?)
- 1936 : L'Élégie d'Osaka (浪華悲歌, Naniwa erejii?)
- 1936 : Les Sœurs de Gion (祇園の姉妹, Gion no shimai?)
- 1937 : L'Impasse de l'amour et de la haine (愛怨峡, Aien kyō?)
- 1947 : L'Amour de l'actrice Sumako (女優須磨子の恋, Joyū Sumako no koi?)
- 1948 : Femmes de la nuit (夜の女たち, Yoru no onnatachi?)